# Shujing
Shujing (chinês tradicional: 書經, chinês simplificado: 书经, pinyin: Shūjīng, Wade–Giles: Shu-ching), um dos Cinco Clássicos, é uma compilação de discursos de figuras importantes e registros de eventos na China antiga. Também é comumente conhecido como Shangshu (chinês tradicional: 尚書, chinês simplificado: 尚书, literalmente: "Documentos Estimados"), ou simplesmente Shu (chinês tradicional: 書, chinês simplificado: 书, coloquialmente: "Documentos"). O título também é traduzido em textos ocidentais de várias formas, como Clássico de História, Clássico de Documentos, Livro da História ou Livro de Documentos Históricos e foi anteriormente romanizado como Shu-king.
Os 58 capítulos do texto são divididos em Texto Novo e Texto Antigo, com base em sua história. Todo o trabalho foi aceito pela maioria dos estudiosos até o século XVII, quando Yan Ruoqu mostrou que os capítulos do Texto Antigo tinham sido forjados no século III ou IV. Em contraste, alguns dos capítulos do Texto Novo estão entre os primeiros exemplos de prosa chinesa, registrando discursos dos primeiros anos da dinastia Zhou do século XI a.C. Outros capítulos são de composição posterior, sendo que os relativos aos primeiros períodos são do século IX a.C.